# Regió de la Kara
La regió de la Kara és una de les cinc regions de Togo. La seva capital és la ciutat de Kara. Bafilo, Bassar i Niamtougou són altres ciutats importants de la regió. En els 11.631 km² de la regió el 2010 hi vivien 769.871 (426.651 el 1981).
La regió de la Kara està situada al nord de la regió Central i al sud de la regió de les Sabanes. A l'oest limita amb la regió Septentrional de Ghana i a l'est amb els departaments d'Atakora i de Donga, de Benín.

## Prefectures

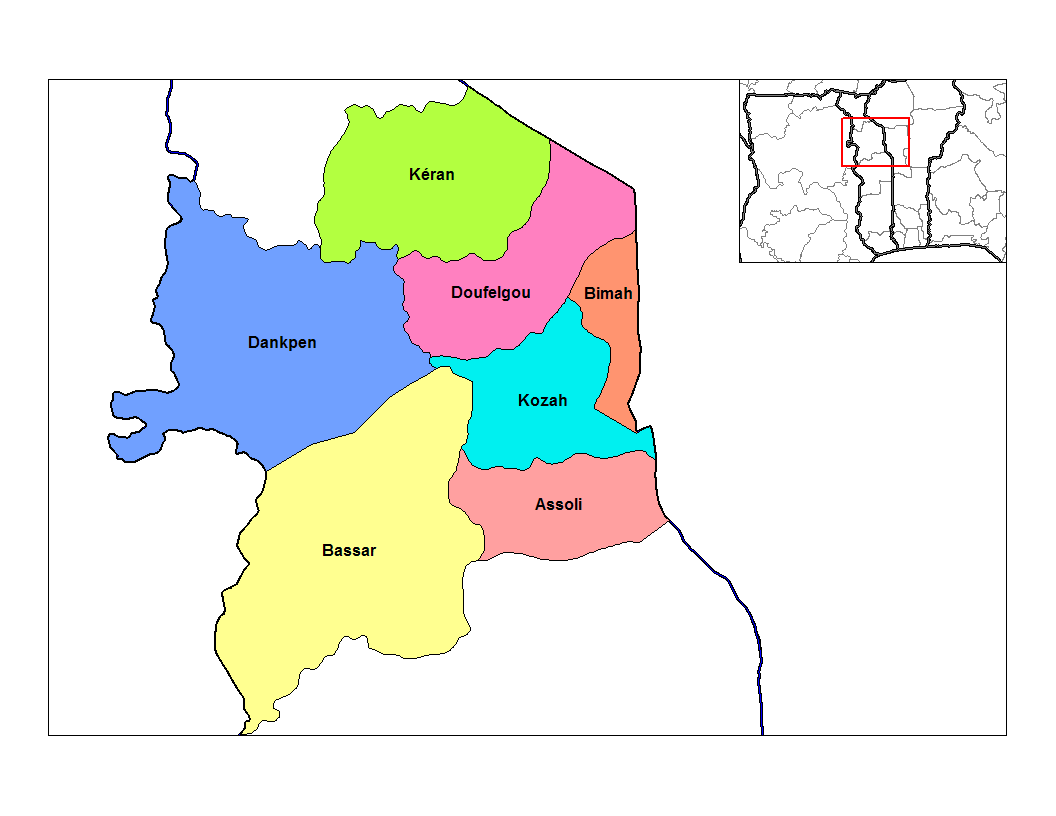
Prefectures de la regió de la Kara

La regió de la Kara està subdividida en les prefectures Assoli, Bassar, Bimah, Dankpen, Doufelgou, Kéran i Kozah.